# Fontanna Neptuna w Jeleniej Górze
Fontanna Neptuna w Jeleniej Górze – fontanna z rzeźbą Neptuna na placu Ratuszowym w Jeleniej Górze upamiętniająca dawne, dobre stosunki handlowe jeleniogórskich kupców z krajami zamorskimi. Fontanna stanęła w miejscu dawnej studni miejskiej w XIX wieku.

## Historia
Około 1730 jeden z kupców zarabiający na zamorskim handlu zlecił mieszkającemu w Jeleniej Górze rzeźbiarzowi Josephowi Antonowi Bechertowi wykonanie rzeźby boga mórz i oceanów Neptuna, która zdobiła prawdopodobnie jedną z podmiejskich siedzib kupieckich. Na przełomie XVIII i XIX wieku handel zaczął zamierać, a miasto zaczęło się rozrastać wchłaniając przedmieścia, w tym dawne ogrody i wille jeleniogórskich kupców. Prawdopodobnie po 1828 rzeźba Neptuna trafiła na plac i ozdobiła fontannę znajdującą się przed ratuszem.
Neptun stoi na dwóch delfinach podtrzymując się trzymanym w prawej dłoni trójzębem. Ustawiony jest na czworokątnym, dwustopniowym cokole znajdującym się w basenie.

## Galeria

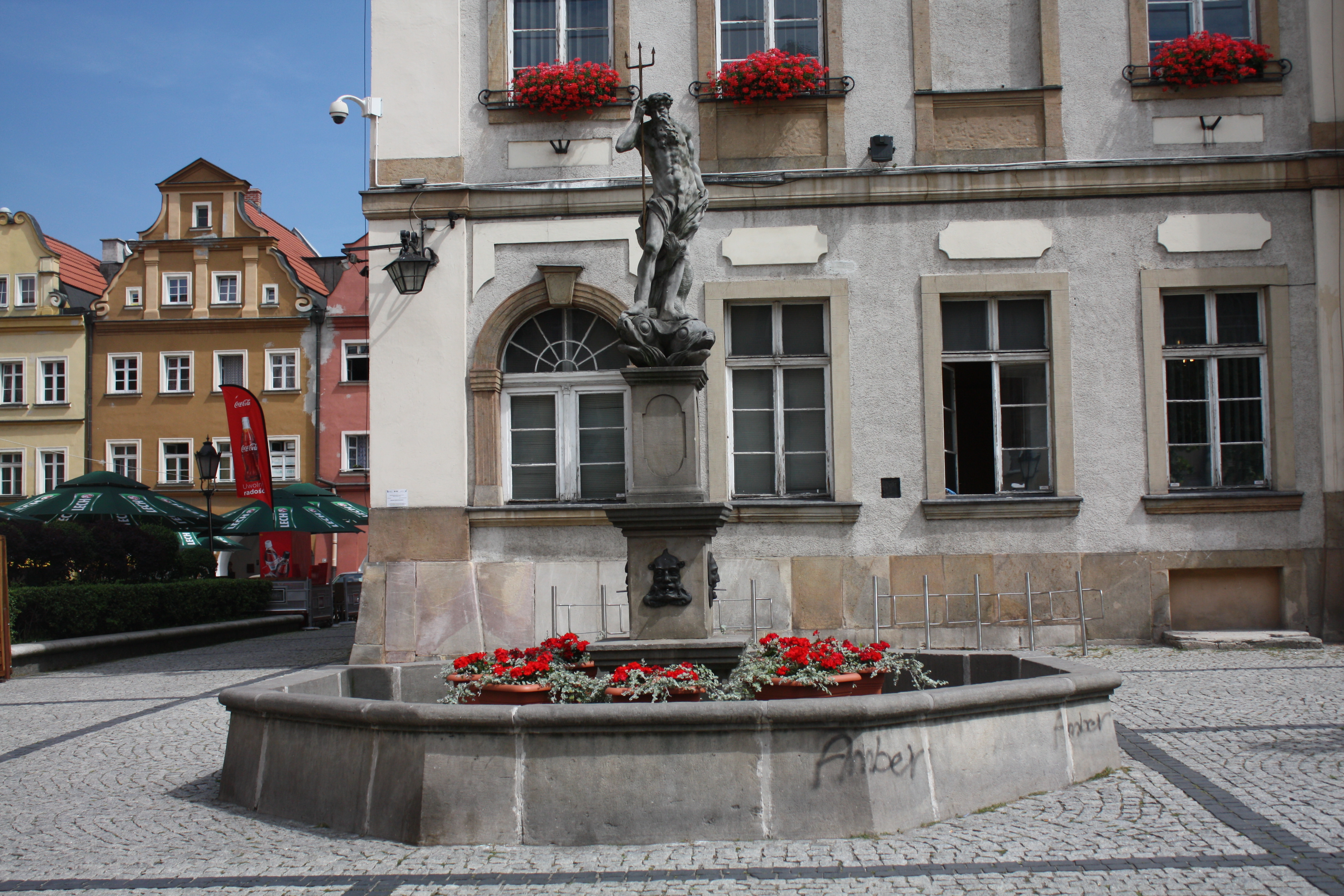
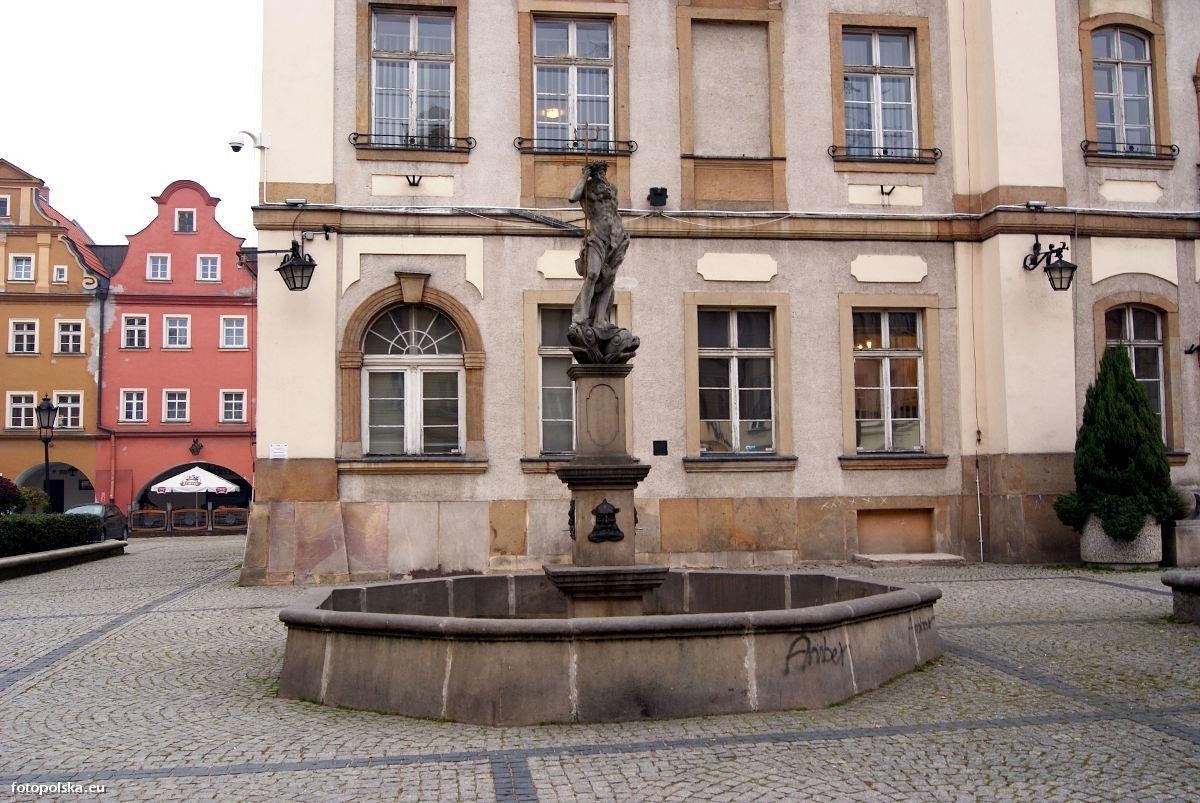